# 臺灣電信業者列表
臺灣的電信事業原由電信總局獨占經營。為使電信產業更具競爭力、以及提升服務品質，交通部自1980年代後期開始推動「電信自由化」政策，逐步將電信事業開放予民營業者經營。而在電信自由化的計畫當中，最重要的即是電信事業的「政企分離」，將電信事業的管理與經營脫鉤。
1996年7月1日，依據通過施行的《電信法》修正案、《交通部電信總局組織條例》修正案、《中華電信股份有限公司條例》（合稱「電信三法」），交通部電信總局的電信事業營運部門正式分割公司化。
依中華民國《電信法》等法規所規範，主管機關為國家通訊傳播委員會（NCC）。《電信法》規定電信業分為第一類電信事業及第二類電信事業，其中第一類電信事業採特許制，第二類電信事業採登記許可制。
第一類電信事業包括了行動通信、固定通信及衛星通信。據NCC於2020年2月5日的統計資料，第一類電信事業共82家，105張執照。
經營第一類電信事業業務以外的則為第二類電信事業，據NCC於2020年9月的統計資料，共有359家。

## 第一類電信事業經營者
指有架设实体线路固网或实体无线基地台用以经营电话或网际网路业务的业者。主管機關依據其業務性質劃分為：行動通信、固定通信及衛星通信。

### 行動通信業務

#### 行動電話業務業者（2G）
- 「行動電話業務業者」係指有2G行動電話業務執照的業者。
- 2017年1月25日止的資料[4]。
- 1997年2月，行動電話開放民營，釋出2張全區執照和5張分區執照：
  - 全區GSM1800執照：台灣大哥大、遠傳電信
  - 分區GSM1800（DCS1800）執照
    - 北區：和信電訊
    - 中區、南區：東榮國際電信

  - 分區GSM900執照
    - 北區：遠傳電信
    - 中區：東信電訊
    - 南區：泛亞電信

之後，東信電訊與泛亞電信併入台灣大哥大（原太平洋通用電訊），東榮國際電信併入和信電訊，和信電訊併入遠傳電信。
- 國家通訊傳播委員會規定2017年7月1日前，繳回所有2G執照必須以下業者均推出各類3G和4G方案，順利讓2G客戶移轉。各電信業者（亞太電信除外）已於2017年6月30日停止2G服務。
- 執照屆期後僅亞太電信使用4G的900MHz頻段異質網路持續提供2G語音服務，後於2022年6月30日全面中止2G訊號，並改以多營運商核心網（MOCN）連接中華電信3G的2100MHz頻段基地台提供語音服務。

| 電信業者               | 網址                                                 | 備註                             |
| 中華電信股份有限公司   | https://www.cht.com.tw/ （页面存档备份，存于）       | - GSM900執照1張 - DCS1800執照1張 |
| 台灣大哥大股份有限公司 | https://www.taiwanmobile.com/ （页面存档备份，存于） | - GSM900執2張 - DCS1800執照1張   |
| 遠傳電信股份有限公司   | https://www.fetnet.net/ （页面存档备份，存于）       | - GSM900執照1張 - DCS1800執照2張 |

#### 第三代行動通信業務業者（3G）
- 第三代行動通信業務執照已於2018年12月31日屆期。但在VoLTE等4G網路通話技術與支援的用戶終端普及前，仍以4G頻段異質網路持續提供3G服務。
- 2020年2月5日止的資料[4]。

| 電信業者               | 網址                                                 | 備註 |
| 中華電信股份有限公司   | https://www.cht.com.tw/ （页面存档备份，存于）       | UMTS |
| 台灣大哥大股份有限公司 | https://www.taiwanmobile.com/ （页面存档备份，存于） | UMTS |
| 遠傳電信股份有限公司   | https://www.fetnet.net/ （页面存档备份，存于）       | UMTS |

#### 行動寬頻業務業者（4G、5G）
- 第四代行動通訊系統，一般稱呼為4G或LTE。
- 第五代行動通訊系統，一般稱呼為5G。
- 2020年2月5日止的資料[4]。
- 4G 特許執照期限[6][7][8]。
  - 700MHz 民國119年(西元2030年)12月31日
  - 900MHz 民國119年(西元2030年)12月31日
  - 1800MHz 民國119年(西元2030年)12月31日
  - 2100MHz 民國122年(西元2033年)12月31日
  - 2500MHz 民國122年(西元2033年)12月31日
  - 2600MHz 民國122年(西元2033年)12月31日
- 5G 特許執照期限[9][10]。
  - 3500MHz(3.5GHz) 民國129年(西元2040年)12月31日
  - 28000MHz(28GHz) 民國129年(西元2040年)12月31日

| 電信業者               | 網址                                                 | 4G備註                 | 5G備註                                      |
| 中華電信股份有限公司   | https://www.cht.com.tw/ （页面存档备份，存于）       | 4G LTE(FDD)、UMTS      | 3.5GHz頻段(90MHz頻寬) 28GHz頻段(600MHz頻寬) |
| 台灣大哥大股份有限公司 | https://www.taiwanmobile.com/ （页面存档备份，存于） | 4G LTE(FDD)、UMTS      | 3.5Ghz頻段(60MHz頻寬) 28GHz頻段(200MHz頻寬) |
| 遠傳電信股份有限公司   | https://www.fetnet.net/ （页面存档备份，存于）       | 4G LTE(FDD、TDD)、UMTS | 3.5Ghz頻段(80MHz頻寬) 28GHz頻段(400MHz頻寬) |

### 固定通信業務

#### 固定通信綜合網路業務業者
- 即俗稱的「固網業者」，2020年2月5日止的資料[4]。

| 電信業者                     | 網址                                              | 備註               |
| 中華電信股份有限公司         | https://www.cht.com.tw/ （页面存档备份，存于）    |                    |
| 台灣固網股份有限公司         | https://www.tfn.net.tw/ （页面存档备份，存于）    | 為台灣大哥大子公司 |
| 新世紀資通股份有限公司       | https://www.seed.net.tw/ （页面存档备份，存于）   | 為遠傳電信子公司   |
| 台灣碩網網路娛樂股份有限公司 | https://www.so-net.net.tw/ （页面存档备份，存于） |                    |

#### 市內網路業務業者
- 2019年8月20日止的資料[11]。

| 電信業者                     | 網址                                             | 備註                                                                                          |
| 大台中數位有線電視           | https://www.veetime.com/ （页面存档备份，存于）  | - 經營區域：臺中市、彰化縣、雲林縣、南投縣（4張執照）                                         |
| 大屯有線電視股份有限公司     | https://www.tdtv.com.tw/ （页面存档备份，存于）  | - 經營區域：臺中縣（2010年12月25日前）、臺中市（2010年12月25日起） - 台灣數位光訊集團成員公司 |
| 中投有線電視股份有限公司     | https://www.cnt.com.tw/ （页面存档备份，存于）   | - 經營區域：南投縣 - 台灣數位光訊集團成員公司                                                 |
| 台灣佳光電訊股份有限公司     | https://www.wctv.com.tw/ （页面存档备份，存于）  | - 經營區域：臺中市、苗栗縣、新竹市、新竹縣、桃園市 - 台灣數位光訊集團成員公司                 |
| 佳聯有線電視股份有限公司     | https://www.cltv.com.tw/ （页面存档备份，存于）  | - 經營區域：雲林縣 - 台灣數位光訊集團成員公司                                                 |
| 台灣基礎開發科技股份有限公司 | https://www.tinp.net.tw/ （页面存档备份，存于）  | - 經營區域：彰化縣 - 台灣數位光訊集團成員公司                                                 |
| 台灣智慧光網股份有限公司     | https://www.taifo.com.tw/ （页面存档备份，存于） | - 經營區域：臺北市 - 台通光電股份有限公司                                                     |

### 衛星通信業務

#### 衛星行動代理受理通信業務業者
- 2014年11月13日止的資料[12]。

| 電信業者             | 網址                                           | 備註                                           |
| 中華電信股份有限公司 | https://www.cht.com.tw/ （页面存档备份，存于） | INMARSAT 國際航海衛星通訊 Thuraya 衛星行動通信 |

#### 衛星固定通信業務業者
- 2014年9月4日止的資料[13]。

| 電信業者                 | 網址                                               | 備註                             |
| 中華電信股份有限公司     | https://www.cht.com.tw/ （页面存档备份，存于）     | 衛星行動、衛星固定               |
| 台亞衛星通訊股份有限公司 | https://www.tasc.com.tw/ （页面存档备份，存于）    | 衛星固定                         |
| 侑瑋衛星通訊股份有限公司 | http://www.cosatech.com.tw/ （页面存档备份，存于） | 衛星固定                         |
| 華人衛星網路股份有限公司 | http://www.cstvgroup.com/ （页面存档备份，存于）   | 衛星固定（僅限衛星節目中繼業務） |

## 第二類電信事業經營者
没有架设实体线路固网或实体无线基地台，而是以向第一类电信业者承租固网或无线基地台一定数量的门号或频宽来经营自己的电话或网际网路业务的业者。

### 虛擬行動網路服務經營者(MVNO)
- 2020年3月12日止的資料[14]。

| 電信業者                               | 網址                                                                                               | 備註                                                                                 |
| 統一超商股份有限公司                   | https://www.ibonmobile.com.tw/ （页面存档备份，存于）                                              | 正式名稱為「統一超商電信」，與遠傳電信合作。                                         |
| LINE Mobile LM                         | https://www.linemobile-tw.com （页面存档备份，存于）                                               | 品牌名稱使用「LINE Mobile LM」，原與遠傳電信合作，現在轉為與中華電信合作。           |
| 家樂福電信股份有限公司                 | https://www.carrefourtelecom.com.tw/ （页面存档备份，存于）                                        | 原與中華電信合作，2018年開始轉為與亞太電信合作。（2020年11月2日已終止營運）          |
| 新加坡商星圓通訊股份有限公司台灣分公司 | https://www.circles.life/tw/ （页面存档备份，存于）                                                | 品牌名稱使用「無框行動 Circles.Life」，與中華電信合作。（已於2024年7月15日終止營運） |
| 新世紀資通股份有限公司                 | https://www.seed.net.tw/ （页面存档备份，存于）                                                    | 遠傳電信子公司。                                                                     |
| 台灣固網股份有限公司                   | https://www.twmbroadband.com/ （页面存档备份，存于）                                               | 台灣大哥大子公司。                                                                   |
| 中華國際通訊網路股份有限公司           | http://www.ccnet.com.tw/c2netsite/ （页面存档备份，存于）                                          | 與亞太電信、台灣之星電信合作。                                                       |
| 台灣信通網絡有限公司                   | https://www.comnet-telecom.com.tw/ （页面存档备份，存于）                                          | 與遠傳電信合作。                                                                     |
| 宏遠電訊股份有限公司                   | https://www.savecom.net.tw/ （页面存档备份，存于）                                                 | 與台灣之星電信合作。                                                                 |
| 三聯南頻電信股份有限公司               | http://www.np.net.tw/ （页面存档备份，存于）                                                       | 與亞太電信合作。                                                                     |
| 殷富資訊股份有限公司                   | https://www.infotech.com.tw/ （页面存档备份，存于）                                                | 與遠傳電信合作。                                                                     |
| 上銀全通電訊股份有限公司               | https://www.sim2travel.com/zh_TW/products-category2/category/1582097330001/ （页面存档备份，存于） | 與中華電信合作。                                                                     |
| 魔方移動有限公司                       | http://morefunmobile.net/ （页面存档备份，存于）                                                   | 與中華電信合作。                                                                     |
| 偉傳電訊股份有限公司                   | http://www.gl-telecom.com/ （页面存档备份，存于）                                                  | 與亞太電信、台灣之星電信合作。                                                       |
| 靖騰電訊有限公司                       | https://web.archive.org/web/20190908030325/http://www.vis.net.tw/                                  | 與亞太電信合作。                                                                     |
| 衛鴻國際股份有限公司                   | http://www.wufc.com.tw/ （页面存档备份，存于）                                                     | 與遠傳電信合作。                                                                     |
| 海峽電信股份有限公司                   | http://www.strait-telecom.com/ （页面存档备份，存于）                                              | 與中華電信合作。                                                                     |
| 萬泰電信有限公司                       | http://www.wtt.idv.tw/ （页面存档备份，存于）                                                      | 與中華電信合作。                                                                     |

## 網際網路交換中心
台灣地區共有四家網際網路交換中心，台灣網路資訊中心所認證之交換中心。
| 交換中心名稱                      | 網址                                                          | 備註                 |
| 台灣網際網路交換中心（TWIX）      | https://www.twix.net/ （页面存档备份，存于）                  | 由中華電信所營運     |
| 台北網際網路交換中心（TPIX）      | https://www.tpix.net.tw/ch/index.html/ （页面存档备份，存于） | 由是方電訊所營運     |
| 中華民國網際網路交換中心（TWNAP） | https://www.savecom.net.tw/ （页面存档备份，存于）            | 由宏遠電訊所營運     |
| 亞太網際網路交換中心（EBIX）      | http://www.ebix.net.tw/ （页面存档备份，存于）                | 由遠傳電信所營運     |
| 學生聯合交換中心（STUIX）         | https://stuix.io/ （页面存档备份，存于）                      | 由台灣數位串流所營運 |

## 外部連結
- （繁體中文）（英文）國家通訊傳播委員會 （页面存档备份，存于）
- 虛擬行動網路服務經營者名單及其合作業者一覽表 （页面存档备份，存于）